# إي. غريدي جولي
إي. غريدي جولي (بالإنجليزية: E. Grady Jolly)‏ هو قاضي أمريكي، ولد في 3 أكتوبر 1937 في لويزفيل في الولايات المتحدة.

## وصلات خارجية
- إي. غريدي جولي على موقع إن إن دي بي (الإنجليزية)